# Back to the Blues
Back to the Blues ist das 14. Studioalbum des irischen Blues-Rock- und Hard-Rock-Gitarristen und -Sängers Gary Moore aus dem Jahr 2001.
Wie schon der Titel des Albums aussagt, vollzieht Gary Moore damit eine erneute Wende in Richtung Blues-orientierter Songs, nachdem er zuvor mit den Vorgängeralben einen Mix aus Rock- und Dance-Musik präsentierte. Auf dem Album finden sich entsprechend Titel, die in der Blues-Welt als Klassiker gelten und hier von Moore typisch in der harten Art als Blues-Rock neu interpretiert werden.
Die eigenen Kompositionen, die Moore auf dem Album vorstellt, dürfen wiederum als charakteristisch für Gary Moore gelten: Balladen wie Picture of the Moon, Drowning in Tears, gitarrenbasierte Instrumentalnummern wie The Prophet oder das eher in Richtung Hardrock gehende Stück Cold Black Night. Wie oft bei Moore, sind klar herausgestellte Gitarrensoli überall vertreten. In der Instrumental-Ballade The Prophet fährt Moore seinen charakteristischen Stil eines langsam sich entwickelnden, auf einem sehr melodisch und melancholischen Thema beruhenden Stück, welches sich dann in abgewandelten Wiederaufnahmen des Themas immer mehr in geradezu furiose Passagen steigert, voll aus.

## Titelliste
1. Enough of the Blues (Moore) – 4:47
2. You Upset Me Baby (Bihari, King, Taub) – 3:13
3. Cold Black Night (Moore) – 4:18
4. Stormy Monday (T-Bone Walker) – 6:53
5. I Ain’t Got You (Calvin Carter) – 2:53
6. Picture of the Moon (Moore) – 7:14
7. Looking Back (Johnny „Guitar“ Watson) – 2:19
8. The Prophet (Moore) – 6:19
9. How Many Lies (Moore) – 3:27
10. Drowning in Tears (Moore) – 9:20

## Mitwirkende
- Gary Moore – guitar, vocals, bass arrangement
- Vic Martin – keyboards
- Pete Rees – bass
- Darrin Mooney – drums
- Frank Mead – tenor saxophone
- Nick Payn – baritone saxophone
- Nick Pentelow – tenor saxophone